# Iota1 Scorpii
Iota1 Scorpii (Apollyon,  Scorpii) é uma estrela na direção da constelação de Scorpius. Possui uma ascensão reta de 17h 47m 35.08s e uma declinação de −40° 07′ 37.1″. Sua magnitude aparente é igual a 2.99. Considerando sua distância de 1791 anos-luz em relação à Terra, sua magnitude absoluta é igual a −5.71. Pertence à classe espectral F3Ia.